# Nonagria connexa
Nonagria connexa är en fjärilsart som beskrevs av Bethune-Baker 1911. Nonagria connexa ingår i släktet Nonagria och familjen nattflyn. Inga underarter finns listade i Catalogue of Life.